# Hallesches Tor

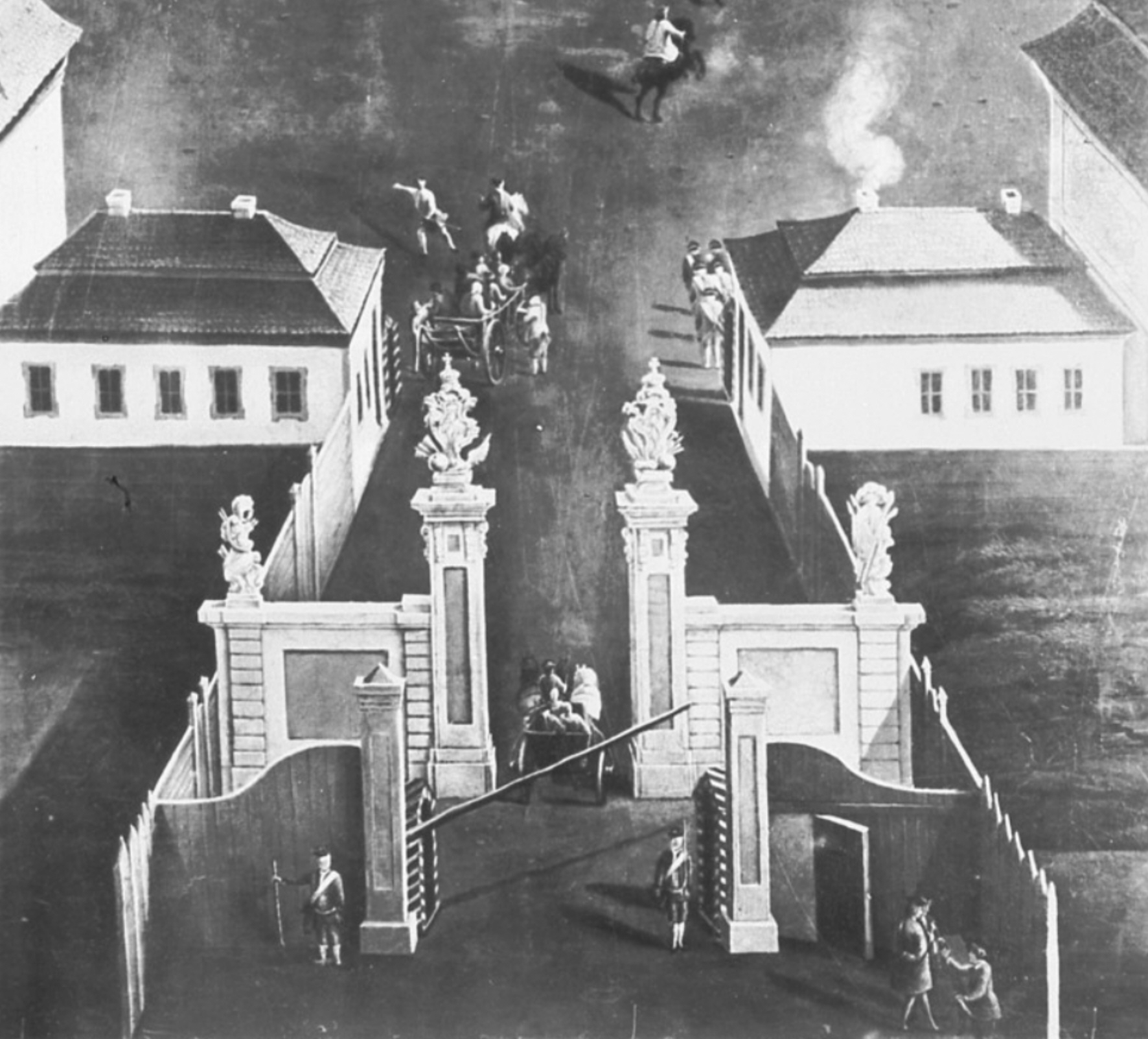
Das Hallesche Tor. Ausschnitt aus einem Idealbild der Friedrichstadt von einem unbekannten Künstler (Tafelgemälde, um 1730)

Das Hallesche Tor 1845 auf einem Berliner Notgeldschein von 1921

Karte der Gegend vor dem Halleschen Tor (um 1780)

Das Hallesche Tor befand sich bis 1876 im heutigen Berliner Ortsteil Kreuzberg südlich des Mehringplatzes am Halleschen Ufer. Heute trägt ein denkmalgeschützter U-Bahnhof an der Stelle des ehemaligen Tores den Namen Hallesches Tor. Er ist ein stark frequentierter Umsteigepunkt der U-Bahn-Linien U1/U3 (hier als Hochbahn) und U6 sowie der Buslinien 248 (Berlin Ostbahnhof – Breitenbachplatz über Südkreuz) und M41 (Hauptbahnhof über Potsdamer Platz – Baumschulenstraße). Der Bahnhof ist durch die Hallesche-Tor-Brücke mit dem Tempelhofer Ufer und dem sich südlich anschließenden Blücherplatz verbunden. Die dort ansässige Amerika-Gedenkbibliothek und das unweit gelegene Jüdische Museum tragen zu dem starken Besucherverkehr der Gegend um das Hallesche Tor bei.

## Geschichte

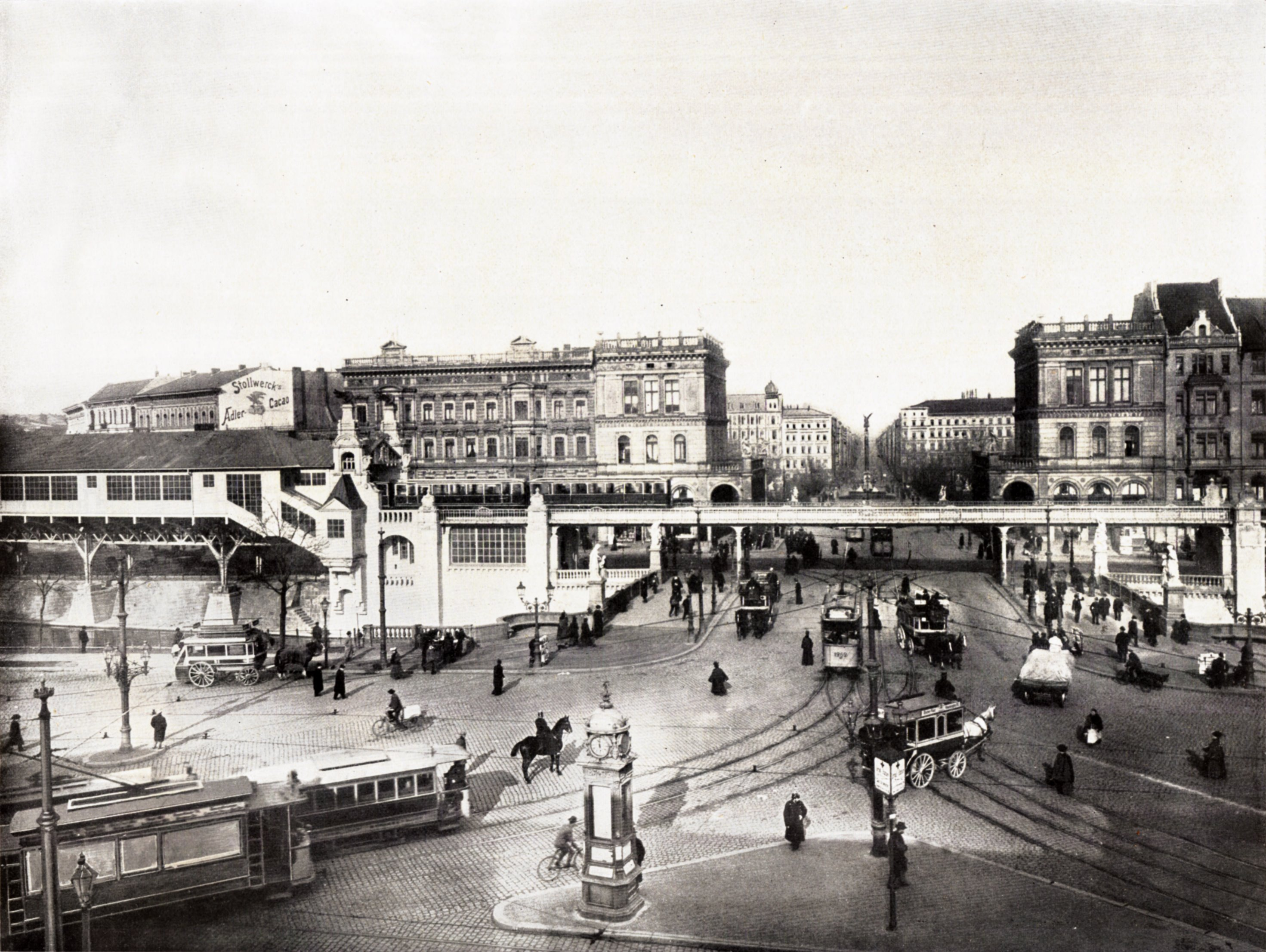
Hallesches Tor nach 1902, Blick über den Landwehrkanal zum neueröffneten Bahnhof der Hochbahngesellschaft

Namensgeber ist das historische und nicht mehr vorhandene Hallesche Tor der Berliner Zoll- oder Akzisemauer. Entstanden war es um 1730 bei der Erweiterung der Friedrichstadt unter König Friedrich Wilhelm I. am Rondell, dem südlichen Ende der Hauptachse Friedrichstraße, und bildete das Ausfalltor zum preußischen Halle an der Saale. Das Tor war bis zum Judenedikt von 1812 das einzige im Süden Berlins, das Juden passieren durften. Im Norden durften sie die Stadt lediglich durch das Rosenthaler Tor – ab 1750 durch das Prenzlauer Tor – betreten.
Seit Beginn des 18. Jahrhunderts wurden die Friedhöfe vor dem Halleschen Tor angelegt. Das Areal erhielt um 1848 die Bezeichnung Am Halleschen Thore. Nach dem Abriss der Berliner Zollmauer errichtete Heinrich Strack in den Jahren 1876 bis 1879 anstelle des Tores arkadierte Wohn- und Geschäftshäuser und die Belle-Alliance-Brücke als repräsentativen Eingang in die Berliner Innenstadt. Die Anlage war mit vier Figurengruppen geschmückt, die die Fluss-Schifffahrt, den Fischfang, den Fruchthandel und den Gewerbefleiß thematisierten.
Das Hallesche Tor war seit Ende des 19. Jahrhunderts nach dem Potsdamer Platz der bedeutendste Verkehrsknotenpunkt Berlins. Am 19. November 1905 fuhren die ersten Motor-Omnibusse Berlins auf der Strecke Hallesches Tor – Friedrichstraße – Chausseestraße.
Als bei der Umsetzung des Groß-Berlin-Gesetzes die Namensgebung für den 6. Verwaltungsbezirk problematisch war, nannte man ihn 1920 vorläufig Hallesches Tor, bis im September 1921 die Entscheidung für Kreuzberg fiel.
Stracks Torbauten sind infolge schwerster Kriegsbeschädigung kurz nach dem Zweiten Weltkrieg abgerissen worden. In den 1950er und 1980er Jahren wurden die Brücke restauriert und zwei der Figurengruppen wieder aufgestellt.

## Trivia
Die Einzelhandels-Gruppe EDEKA wurde 1898 von 21 Kaufleuten als Einkaufsgenossenschaft der Kolonialwarenhändler im Halleschen Torbezirk zu Berlin gegründet.